# Muñecas
Muñecas is een provincie in het departement La Paz in Bolivia. De provincie heeft een oppervlakte van 4965 km² en heeft 25.193 inwoners (2012). De hoofdstad is Chuma.
Muñecas is verdeeld in drie gemeenten:
- Ayata
- Aucapata
- Chuma

Abel Iturralde · 
Aroma · 
Bautista Saavedra · 
Caranavi · 
Eliodoro Camacho · 
Franz Tamayo · 
Gualberto Villarroel · 
Ingavi · 
Inquisivi · 
José Manuel Pando · 
Larecaja · 
Loayza · 
Los Andes · 
Manco Kapac · 
Muñecas · 
Nor Yungas · 
Omasuyos · 
Pacajes · 
Pedro Domingo Murillo · 
Sud Yungas